# الكحتوت (مسلسل)
الكحتوت مسلسل أردني كوميدي عن رجل بخيل جدا من بطولة نبيل صوالحة وعاكف نجم. والفنانة سهير فهد. عرض المسلسل عام 1989.